# Dagana
Dagana es una localidad situada al norte de Senegal, en el valle del río Senegal. Es capital del departamento homónimo, perteneciente a la región de Saint-Louis.
Fue fundada en los primeros años del siglo XIV.
- Datos: Q608073
- Multimedia: Dagana (Senegal) / Q608073